# Odprtost
Odprtost (tudi intelektualna odprtost ali odprtost za izkušnje) je osebnostna lastnost, ki se nanaša na odprtost do novih idej ter kulturnih interesov, na izobraževalne sposobnosti in ustvarjalnost, pa tudi na zanimanje do različnih senzoričnih in kognitivnih izkušenj. Pri ljudeh se navzven kaže kot želja po informacijah in znanju, radovednost, raziskovalnimi in umskimi interesi na eni strani, z umetnostjo in ustvarjalnostjo na drugi strani in z umskimi sposobnostmi na tretji. Vključuje občutljivost za umetnost in estetiko, domišljijo, težnjo po znanju, radovednost, željo po novosti, različnosti, spremembah, novih izkušnjah . Poleg tega odprtost vključuje tudi nagnjenost za prilagajanje svojih prepričanj in vedenjskih vzorcev, kadar so posamezniki izpostavljeni novim informacijam ali idejam.
Costa in McCrae sta v svojem modelu Velikih petih faktorjev osebnosti opisala pet glavnih osebnostnih dimenzij pri ljudeh; odprtost za izkušnje je ena izmed njih (poleg ekstravertnosti, sprejemljivosti, vestnosti in čustvene stabilnosti).
Posamezniki, ki imajo visoko izraženo dimenzijo odprtosti, so bolj odprti za nove ideje, liberalni, imajo široke interese, so bolj kultivirani, radovedni, domiselni, izvirni, inteligentni, široko misleči in umetniško bolj občutljivi od drugih. Bolj so motivirani za iskanje različnih izkušenj, želijo si novosti, raznolikosti in intenzivnih izkušenj. 
Tisti z manjšo izraženostjo te dimenzije pa so navadno manj nagnjeni k razmišljanju o alternativah ter bolj trdno stojijo za svojimi lastnimi prepričanji . So bolj konvencionalni, konzervativni in se raje zadržujejo v bolj domačem, »varnem« okolju. Raje imajo znano, rutinsko in tradicionalno. Odprtost za izkušnje se nanaša tudi na pripravljenost ljudi, da bi se prilagodili v obstoječem vedenju, potem ko so bili izpostavljeni novim idejam ali situacijam .

## Odprtost in osebnostne motnje
Odprtost je pomembna tudi na področju klinične psihologije, saj so posamezni vidiki odprtosti povezani z različnimi psihičnimi motnjami in z zdravju škodljivim vedenjem.  Nobena od DSM-IV motenj osebnosti sicer ni v večji meri povezana z odprtostjo, vendar pa se posamezni aspekti odprtosti pogosteje pojavljajo pri določenih motnjah. Omejena emocionalnost oseb s shizoidno osebnostno motnjo, samopoveličevanje oseb z narcisistično osebnostno motnjo in vedenjska rigidnost oseb z obsesivno-kompulzivno motnjo osebnosti so lastnosti, ki so vse povezane z odprtostjo. Avtorja menita tudi, da je bila v zgodovini psihologije odprtost za izkušnje kot osebnostna lastnost spregledana in da zato mogoče tudi niso bile identificirane motnje, ki kažejo na njeno patološko obliko. V primeru, da je nizka odprtost kombinirana z zelo nizko stopnjo sprejemljivosti, lahko tovrstna zaprtost kaže na antisocialni karakter. Zelo izražena odprtost pa prav tako lahko kaže na osebnostno motnjo, še posebej v odsotnosti primerno visoke stopnje inteligentnosti in vestnosti. Take posameznike lahko hitro navdušijo nove idej ali prepričanja, tako da niso sposobni oblikovati koherentnih in integriranih kognitivnih shem.

## Odprtost v delovnem okolju
Kar se tiče okolja dela je odprtost je povezana s kreativnostjo na delovnem mestu , poleg tega pa tudi z delovno uspešnostjo. Negativno je povezana s plačo. Judge in dr.  niso odkrili nobene povezave med odprtostjo in zadovoljstvom z delom. Costa in McCrae  menita, da kombinacija vestnosti in odprtosti opredeljuje posameznikov slog na področju učenja. Zelo vestne in odprte osebe naj bi torej bile najuspešnejše v šoli. Kljub temu, da te osebe niso nujno bolj inteligentne kot ostali, združujejo resnično ljubezen do učenja z marljivostjo in organiziranostjo, imajo visoke inspiracije in so pogosto ustvarjalne v svojem pristopu k reševanju problemov. V kontekstu učenja in izobraževanja je odprtost povezana tudi z učnimi strategijami, ki naj bi bile mediator med odprtostjo in učnim uspehom.

## Odprtost se s starostjo spreminja
Izraženost odprtosti se skozi različna starostna obdobja spreminja. Z vidika zadovoljstva z življenjem je odprtost za izkušnje pomembna zlasti v obdobju pozne odraslosti, tj. od 65. leta dalje. Raziskave so namreč pokazale, da so starostniki z večjo izraženostjo te osebnostne dimenzije bolj zadovoljni z življenjem. Starejšim ljudem odprtost pomaga pri vzpostavljanju bolj zadovoljujočega življenjskega sloga. V upokojitvenih letih imajo ljudje namreč veliko časa in zato so postavljeni pred odločitev, kako bodo ta čas izkoristili. Vse kaže, da ga odprti ljudje bolj izkoristijo v smislu osebne rasti in razvoja na različnih področjih kot pa manj odprti ljudje. Najdejo si več aktivnosti, ki se skladajo z njihovimi interesi, kar jim daje občutek življenjskega smisla.  Na ta način tudi zadovoljijo svoje osnovne psihološke potrebe, kar prispeva k večjemu občutku življenjskega zadovoljstva. Poleg tega se odprti ljudje hitreje in učinkoviteje prilagajajo na spremembe, ki pa jih je, kot vemo, v tretjem življenjem obdobju veliko in so v glavnem spremembe na slabše.
Odprti ljudje se tudi bolj verjetno vključujejo v aktivnosti, ki jim pomagajo ohranjati zdravje in raven aktivnosti, kar prispeva tudi k višji samozavesti. Višja samozavest pa prispeva k boljšemu soočanju z različnimi izzivi, ki jim jih na pot postavlja starost. 
V obdobju od 65. leta naprej se od vseh petih osebnostnih dimenzij najbolj spreminja ravno odprtost za izkušnje. Bolj kot se ljudje starajo, manj so namreč odprti, skladno s tem pa upadajo tudi njihove kognitivne sposobnosti. Med odprtostjo in kognitivnim funkcioniranjem v pozni odraslosti obstaja dinamičen proces; upad odprtosti naj bi namreč vodil k spremembam v kognitivnem funkcioniranju. . To potrjuje tudi dejstvo, da bolj odprti ljudje dosegajo višje rezultate na testih inteligentnosti in da odprtost vpliva na bralno sposobnost, induktivno mišljenje in hitrost procesiranja .

## Odprtost v umetnosti
Odprtost je v večji meri izražena pri umetnikih kot neumetnikih , odprti posamezniki imajo bolj poudarjene umetniške in raziskovalne interese. Poleg tega imajo odprti posamezniki v primerjavi z neodprtimi rajši vse oblike umetnosti. Razlika med odprtimi in neodprtimi pa se povečuje s stopnjo abstraktnosti umetniških del.
Tedeschi  pravi, da so odprti posamezniki sposobni bolj kreativno reševati probleme, pripravljeni so izkusiti nove stvari ter so bolj tolerantni za pozitivna in negativna čustva. Ker se odprti posamezniki radi preizkušajo v novih situacijah in aktivnostih ter imajo radi novosti in drugačnost, se tudi lažje navadijo na spremembe .

## Odprtost v povezavi z zdravjem ter zadovoljstvom z življenjem
Odprtost za izkušnje je pozitivno povezana z boljšim zdravjem in manjšim tveganjem za smrt
, sposobnostjo opravljanja vsakodnevnih aktivnosti  ter s strategijami soočanja s stresom  . Odprtost namreč omogoča posamezniku preizkušanje novih vlog, kar je v pozni odraslosti, predvsem ob upokojitvi pomembno, saj mora v tem obdobju posameznik navezati nove stike in se vključevati v nove aktivnosti . Odprtost tako vpliva na bolj pozitivno zaznavanje svojega zdravja in psihično blagostanje   ter na zadovoljstvo z življenjem v pozni odraslosti 
.
Pri posameznikih z visoko izraženo odprtostjo je manjše tudi tveganje za Alzheimerjevo boleznijo . Odprti posamezniki namreč doživijo več različnih življenjskih izkušenj in situacij, kar deluje kot »naravna« kognitivna intervencija, ki je nekakšna povezava med odprtostjo in Alzheimerjevo boleznijo . Obstaja tudi razmerje med odprtostjo in tveganjem, ki je lahko prednost, saj so posamezniki, ki so imeli visoko izraženo mero odprtosti, dokazali relativno več tveganega vedenja pri odločanju . Ko postanejo starejši, se pri bolj odprtih navadno razvije višja stopnja samozavesti, kot pri posameznikih z nizko stopnjo odprtosti do izkušenj . Vseeno pa z leti postanejo manj naklonjeni tveganim vedenjem in so bolj pripravljeni razmisliti o mnenjih, ki se razlikujejo od njihovih lastnih .
Zadovoljstvo z življenjem (tudi subjektivno blagostanje) je določeno z različnimi dejavniki, med katerimi je zelo pomembna ravno človekova osebnost. Nekateri raziskovalci celo trdijo, da je osebnost pomembnejša za subjektivno blagostanje kot neki zunanji dogodki, ki jih doživljamo v vsakdanjem življenju. Odprtost kot ena od dimenzij osebnosti naj bi bila pomemben dejavnik zadovoljstva z življenjem predvsem v pozni odraslosti, v mlajših letih pa naj bi bili pomembnejši ekstravertnost in čustvena stabilnost . Weiss, Freund in Wiese (2012) so ugotovili, da so manj odprte ženske bolj dovzetne za prepričanja o tradicionalnih spolnih vlogah, le-ta pa imajo tudi večji vpliv na njihovo samoučinkovitost in subjektivno blagostanje, medtem ko bolj odprte ženske pogosteje zavračajo prepričanja o tradicionalnih spolnih vlogah, kar pozitivno vpliva na njihovo samoučinkovitost in subjektivno blagostanje. Zaradi nizke stopnje odprtosti doživljajo posameznice negotove situacije namreč kot grožnjo in da bi ohranile svojo samoučinkovitost ter subjektivno blagostanje, se raje podredijo tradicionalnim spolnim vlogam.

## Odprtost in sanje
Odprtost za izkušnje med drugim zajema kreativnost, fantazijo, smisel za umetnost in nekovencionalno mišljenje, zaradi česar je povezana tudi s strukturo sanj, in sicer je pri bolj odprtih posameznikih višja sposobnost priklica sanj, sanje so jim bolj pomembne, poleg tega sanjajo bolj bizarne vsebine ter vsebujejo več elementov iz vsakdanjega življenja . 

## Odprtost in zloraba marihuane
Obstajajo osebnostne lastnosti, ki so direktno povezane z zdravju škodljivim vedenjem, to so npr. impulzivnost, psihoticizem, nevroticizem, anksioznost, sovražnost. So pa tudi osebnostne lastnosti, ki se povezujejo z zdravim načinom življenja in prevzemanjem zdravih navad, to pa so npr. vestnost, sprejemljivost, optimizem, občutek samoučinkovitosti. Raziskave kažejo, da bolj odprti ljudje prej kot manj odprti posegajo po drogah, se prej poslušujejo nevarne vožnje in drugih tveganih vedenj . 
Eisenman, Grossman in Goldstein (1980) so v svoji raziskavi ugotavljali odnos med odprtostjo in zlorabo marihuane. Ugotovili so, da kadilci marihuane dosegajo višje rezultate na lestvicah ustvarjalnosti in pustolovskosti, ter nižje rezultate na Adornovi F-lestvici avtoritarnosti. Bolj so odprti za nove izkušnje, impulzivni, uporniški in se radi udeležujejo v aktivnostih, ki jim prinašajo užitek. Kažejo večjo ustvarjalnost in domišljijo, pri tem pa je treba upoštevati, da so večja zbranost in fantazija lahko tudi že učinki kajenja marihuane. Nekadilci so v primerjavi z njimi manj fleksibilni, bolj upoštevajo pravila, so bolj odgovorni, konvencionalni in imajo ožji spekter interesov.
Pogosto slišimo tudi trditev, da kajenje marihuane vodi v zlorabo hujših drog, ki povzročajo večjo odvisnost. To lahko po mnenju Eisenmana, Grossmana in Goldsteina (1980) delno razložimo tudi z osebnostnimi lastnostmi – tisti, ki iščejo v marihuani neke vzbujevalce fantazijskega mišljenja in pričakujejo, da bodo ob njenem uživanju občutili nekaj, kar do sedaj še nikoli niso, bodo to bolj verjetno iskali tudi kasneje v drugih drogah. Poleg potrebe po doživljanju novih izkušenj je tukaj še radovednost, predrznost, liberalnost, ki so vse komponente odprtosti in seveda prispevajo k večji verjetnosti ponovnega uživanja drog.
Eisenman, Grossman in Goldstein (1980) trdijo, da naj bi odprti ljudje začeli kaditi travo predvsem zaradi tega, ker jim kajenje trave predstavlja neko novo izkušnjo, ki je do sedaj še niso doživeli. Tu ne gre toliko za iskanje dražljajev, ampak bolj za iskanje neke nove izkušnje, nečesa do tedaj nedoživetega.  Zloraba drog je prazaprav kaznivo dejanje, zato odprti ljudje z njo zadovoljijo tudi potrebo po pustolovskosti. Ena izmed posledic kajenja marihuane je tudi izkrivljanje realnosti, kar zadovoljuje potrebe ustvarjalnih ljudi. Pustolovskost, izkrivljena realnost, izkušnje do sedaj nedoživetega pa so vse področja, ki jih lahko povežemo tudi z odprtostjo za izkušnje. 
Sprva so raziskovalci trdili, da so kadilci marihuane bolj odprti za izkušnje kot nekadilci. Kasneje pa se je izkazalo, da gre pri kadilcih za posebno vrsto odprtosti za izkušnje, ki se imenuje iskanje dražljajev. Odprtost za izkušnje in iskanje dražljajev pa sta si v marsičem podobna konstrukta . Za posameznike z visoko izraženim konstruktom iskanja dražljajev  je namreč značilna nagnjenost k iskanju novih, kompleksnih, intenzivnih dražljajev in pripravljenost tvegati z namenom doživljanja teh izkušenj. Iskanje novih dražljajev in potreba po doživljanju novih izkušenj pa nas seveda spominjata tudi na osebnostno lastnost odprtost.

## Odprtost v povezavi z inteligentnostjo
Ker se odprti ljudje pogosteje vključujejo v razne aktivnosti, imajo večjo možnost, da se kaj novega naučijo, spoznajo, razvijajo svoje intelektualne sposobnosti. Zato raziskovalci v zadnjem času vse bolj pogosto preizkušajo predpostavko, da so bolj odprti ljudje tudi bolj inteligentni. Ugotovili so, da se z inteligentnostjo povezuje predvsem tisti del odprtosti, ki se nanaša na željo po novih in drugačnih aktivnostih, na uživanje v preučevanju novega in na sprejemanje različnih vrednot, pogledov na svet . Posebej velik vpliv odprtosti na inteligentnost se kaže pri starostnikih, pri katerih višja odprtost pomeni višjo raven aktivnosti in dovzetnosti za različne izzive, s tem pa manjši  upad kognitivnih sposobnosti .

## Odprtost v okviru medosebnih odnosov
Odprti posamezniki si značilno želijo partnerje, ki bi jim bili čim bolj podobni v ravni odprtosti (Figueredo, Sefcek in Jones, 2006, v McCrae in Sutin, 2009). Čeprav se poročeni pari v povprečju precej razlikujejo v osebnostnih potezah,  pa je ravno podobnost v odprtosti glede na nekatere raziskave največja, še posebej v odprtosti do različnih vrednot (raven liberalnosti oz. konzervativizma) in v težnji po estetskih izkušnjah, npr. po obiskovanju kulturnih prireditev. 
Raven odprtosti vpliva tudi na kvaliteto medosebnega odnosa. Pri tem je pomembna raven odprtosti vsakega od parnerjev posebej. Moževa raven odprtosti je povezana z zadovoljstvom v odnosu nasploh, medtem ko je ženina raven odprtosti povezana s spolnim zadovoljstvom obeh, kar pa je povezano z motivacijo po iskanju novih, raznolikih (spolnih) izkušenj. 
Na kvaliteto odnosa vpliva tudi način reševanja konfliktov med partnerjema, na katerega ima velik vpliv raven odprtosti obeh. Odprti posamezniki so fleksibilni, tolerantni do razlik med mnenji, bolj sposobni upoštevanja različnih perspektiv in zaradi tega zmožni kontruktivne komunikacije in pogajanja, ki vodi v aktivno reševanje konflikta. Raziskave kažejo, da je na problem osredotočeno spoprijemanje s težavami značilno za partnerje, ki imajo visoko odprtost (Boudhard, 2003), za zaprte posameznike pa, da se poslužujejo izogibanja, ignorirajo problem ali pa se izogibajo čustveni vpletenosti (Lee-Baggley, Preece, & DeLongis, 2005)
Povezave v osebnostnih potezah med prijatelji so majhne (Berry, Willingham in Thayer, 2000), a največje ravno pri odprtosti (r = 0,35), saj ljudje večinoma težijo k iskanju prijateljev, ki imajo podobne interese in  s tem tudi podobno raven odprtosti. Odprti ljudje se namreč precej dolgočasijo ob predvidljivih in intelektualno nezahtevnih razvedrilih in interesih zaprtih ljudi, slednji pa doživljajo interese odprtih ljudi kot naporne, zapletene in domišljave.
Pri spoznavanju novih ljudi odprti posamezniki več časa posvečajo opazovanju sogovornika in manj časa govorijo o sebi, najverjetneje zato, ker so po naravi bolj radovedni in pozorni na dogajanje (Berry in Hansen, 2000). 
Nizko odpri ljudje naj bi imeli probleme v medosebnih interakcijah, saj imajo značilno težave v zavzemanju različnih glediščnih točk, več konfliktov s prijatelji, bolj so dovzetni so za prepričevanje s strani odločnih ljudi z avtoriteto in zato lahko izgubijo občutek lastnega jaza (Gurtman, 1995). Zanje je značilno tudi, da v odgovor na konflikt v prijateljskih odnosih pogosteje uporabljajo pasivno-agresivne strategije, medtem ko odprti ljudje pogosteje uporabijo strategijo »odpusti in pozabi« (Berry idr., 2000). 

## Starševstvo in odprtost
Za zaprte starše je značilno, da v svoji družini strogo ločujejo spolne vloge. . Od svojih otrok zahtevajo poslušnost, spoštovanje starševske avtoritete in uboganje brez ugovarjanja, medtem ko so odprti posamezniki bolj čustveno izrazni, topli in otroke celo spodbujajo pri izražanju lastnega mnenja . 

## Politična ideologija: liberalnost in konzervativnost
V zahodnih družbah nasplošno velja, da so odprti posamezniki nagnjeni k bolj liberalnim, progresivnim, levo usmerjenim političnim pogledom, zaprti pa h konzervativnim, tradicionalnim in desno usmerjenim političnim pogledom. Številni dokazi kažejo na povezavo med političnim oz. ideološkim in psihološkim konzervativizmom. Wilson in Patterson (1968)sta ugotovila, da so konzervativni posamezniki v povprečju nepustolovski, rigidni, konformni družbenim pravilom in konvencionalni glede moralnega presojanja, naštete spremenljivke pa so konceptualno povezane z odprtostjo. Psihološki korelati politične ideologije naj bi bili tudi precej posplošljivi med kulturami.

## Odprtost in avtoritarnost
Trapnell (1994) je poročal visoki korelaciji med odprtostjo in avtoritarnostjo. Dodatne dokaze o povezanosti teh dveh konstruktov so priskrbeli McCrae, Costa in Piedmont (1993). Na odnos med odprtostjo in avtoritarnostjo naj bi delno vplivalo tudi posameznikovo zaznavanje družbenega sveta kot ogrožujočega in nevarnega ali pa že sama nizka raven odprtosti vpliva na takšno zaznavanje sveta.

## Predsodki, rasizem
Ekehammar in Akrami (2003, v Flynn, 2005) sta predlagala, da naj bi imela odprtost do izkušenj močnejši in bolj konsistenten odnos z merami predsodkov kakor ostale štiri osebnostne poteze. Odprtost do izkušenj naj bi odražala tudi pripravljenost ljudi, da prilagajajo stališča in vedenja novim informacijam, po tem, ko so bili izpostavljeni novim idejam in situacijam. Odprti posamezniki imajo tudi manjši odpor do tveganja, eksperimentiranja, v povezavi z divergentnim mišljenjem so tudi zmožni izpeljati ustvarjalne rešitve na probleme. To se kaže tudi v tem, da razumejo,  sprejemajo in cenijo edinstvene značilnosti ljudi, ki so drugačni, ter se brez nelagodja soočajo z različnimi mnenji. Po drugi strani pa zaprti posamezniki izražajo manjšo mero divergentnega mišljenja, saj se počutijo lagodno ob rutinskih, dobro znanih dejavnostih. Zato so bolj nagnjeni k zavzemanju močnih stališč, ki so jim tudi trdno predani.